# 狂蟒之灾2
《大蟒蛇2：血蘭花》（英語：Anacondas: The Hunt for the Blood Orchid）是2004年在美国上映的恐怖片和惊悚片。

## 剧情
一群科学家打著寻找神秘植物“血兰”的名号进入尚未开发的婆罗洲地区，科学家相信血兰具有一种神奇的功效，可以使人永保青春，永不衰老。美国纽约州纽约市的一家公司对血兰的药理功效非常感兴趣，他们希望找到这种植物，然后大赚一笔，于是慷慨解囊，资助了这些缺乏资金的科学家。科学家选择了一个不恰当的时机出发，就是蟒蛇交配和雨季，而血兰这种神奇的植物生长在蟒蛇的地盘上，为了掠夺血兰，他们开始和蟒蛇一较高下，决一生死。

## 演员
| 演員                             | 角色            |
| 约翰尼·梅辛纳                    | 比爾·強森         |
| 卡迪·斯特瑞兰德 KaDee Strickland | 珊·羅傑斯       |
| 马修·马斯登                      | 傑克·拜倫博士   |
| 莎莉·理查德森                    | 葛兒·史特恩     |
| 尤金尼·伯德                      | 克爾·布里斯     |
| 尼古拉斯·冈萨雷斯                | 班·道格拉斯博士 |
| 卡尔·尹                          | 阿川            |
| 摩里斯·切斯塔特                  | 戈登·米契爾     |

## 制作
1997年，《狂蟒之灾》的第一部蟒蛇特技主要是依赖于电子动画学来制作的，而这部电影是用计算机图形学（CG）打造特技效果的。。
这部电影的色调阴暗沉郁，目的是渲染一种热带雨林的原始状态的效果，以符合热带雨林的真实性。
而本片除了主角森蚺外，還有蘇門答臘虎、鱷魚、鸚鵡、疣猴、石蜘蛛、水蛭等多樣雨林生物。

## 票房
这部电影在推出第二周就获得12,812,287美元的票房。
它在2905个电影院站点中，平均票房为4410美元，获得了国内总票房收入32,238,923美元的门票销售额。
在世界范围内，影片票房收入是70,992,898美元。